# Tour des Argonautes
Pour les articles homonymes, voir Argonaute (homonymie).
La Tour des Argonautes est un immeuble situé au centre du quartier des Châtillons, Place des Argonautes à Reims. Construite de 1969-1972 par l'Effort rémois comme Maître(s) d'ouvrage et des architectes Maurice Clauzier et Tremblot. Elle fait partie du programme de renouvellement Urbain de Reims au titre de la convention 2028/2024.
Au sommet de ses 17 étages se trouve un bateau d'acier qui s'illumine pendant la nuit.
La sculpture représente l'Argo, navire de Jason et des Argonautes.

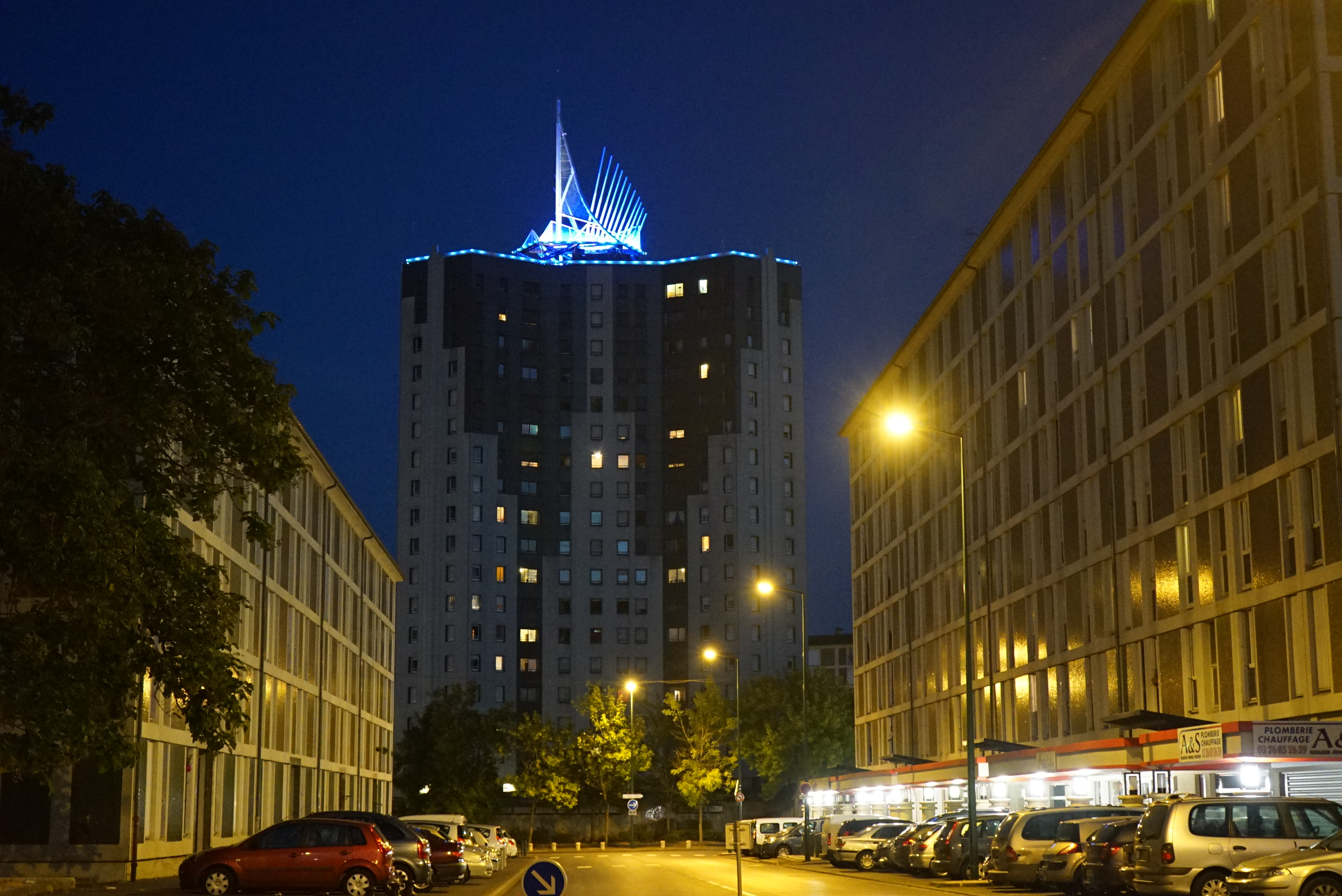
de nuit.

La Tour surplombe tout le quartier dont on doit la construction à Michel Marot. Les Châtillons est construit de manière à ressembler à un village, avec la place des Argonautes en son centre, encerclé par les commerces et les établissements publics.